# Argo (film)
Az Argo 2004-ben bemutatott magyar akcióvígjáték. Rendezője Árpa Attila.

## Cselekmény
|  | Alább a cselekmény részletei következnek! |

2000 évvel ezelőtt, a Római Birodalom idején, Pannóniában – a mai Magyarország területén-, a dák király, Decebal és a római centurio, Vincentinus véres csatát vív, amely következtében mindkét fél súlyos veszteségeket szenved. A csata helyén közösen szentélyt emelnek, ahol elrejtik a Strix aurumot, azaz az Aranybagoly néven emlegetett kincset. A legenda szerint az Aranybagoly pontos helyét a római centurio naplója, valamint a dák király szertartásos palástján lévő motívumok alapján lehet megtalálni.
Napjainkban erre a kincsre feni a fogát az Ardennekben tartózkodó egykori náci gróf. Ennek érdekében felbérli a Tejesember névre hallgató férfit (Oszter Sándor), hogy kutassa fel a Strix aurumot. A Tejesember és csapata Szíriából megszerzi Decebal palástját, míg Vincentinus naplójának ellopása egy budapesti múzeumból a Tejesember magyar kapcsolatára, Balog Tibire és bandájára vár. A teremőr Bodri (Scherer Péter) segítségével az akció kisebb fennakadásokkal – a csapat képtelen zaj nélkül kinyitni a feljegyzést rejtő vitrint, az egyik bandatag pedig csapdába esik az egyik kiállított kalodában – sikerrel zárul.
A másnapi újságokat olvasva Tibi rájön, hogy az ellopott tekercs hatalmas vagyonnal kecsegtet, így elhatározza, hogy részt követel a kincsből. Így a Tejesember megbízottjával, Walterrel (Kókai Zoltán) való találkozásuk alkalmával ki is fejti a szándékát. A csapat izgága és indulatos tagja, Tyson lövöldözni kezd, így Tibiék és Walter között heves tűzharc bontakozik ki, amely során a bandára bízott Matyi – egy „Hangyás Dzsoni” néven emlegetett maffiavezér unokaöccse – halálos lövést kap. A helyzetet a helyszínre érkező, szótlan pszichopata, Psycho (Bicskey Lukács) menti meg, aki nikotintapaszokkal borítja be Waltert, aki így hivatalosan „mérgezésben” hal meg.
A Tejesember nem sokkal később a helyszínre érkezik, és a csapat után küldi egy másik bérgyilkosát, Svédet (Geréd Gyárfás). A Gróf küld egy kis segítséget, a Sofőr (Mucsi Zoltán) és egy benzinszállító kamionnak álcázott mozgó bázis személyében. A számítógépek terén nagy szakértelemmel rendelkező Tejföllel a fedélzeten a Decebal palástján található homályos útleírás alapján indulnak az Aranybagoly keresésére.
Mindeközben a feltörekvő újságírónő, Kun Katalin a Vincentinus naplójának elrablásáról és a legendás Aranybagolyról szeretne cikket írni. Ennek érdekében felkeresi a múzeum egyik dolgozóját, Garas professzort, (Csuha Lajos), aki Thézeuszhoz (Görög László), egy tehetséges, de lecsúszott diákjához irányítja őt. Thézeusz, aki épp Hangyás Dzsoninak való tartozását igyekszik törleszteni, fellelkesül a hír hallatán, miszerint a Strix aurum, amely szakdolgozatának témáját szolgáltatta, és amelynek az idők során szinte megszállottjává vált, valóban létezik. A szakdolgozatát tartalmazó férfimagazin azonban öccséhez, a jelenleg egy tinibanda, a Chili Boyz énekeseként tevékenykedő Orfeuszhoz (Steiner Kristóf) került.
Másutt Tibiék egy latin szótárral felfegyverkezve próbálják lefordítani a centurio naplóját, azonban kudarcot vallanak. Ezért Bodri tanácsára felkeresik Garas professzort, akit idő szűkében elrabolnak, felszólítva, hogy útközben fordítsa le a szöveget.
Thézeusz felkeresi régi barátját, a valamikor tagbaszakadt, mostanra azonban, egy orvosi kezelés hatására izmait vesztett Heraklészt, akitől kölcsönkéri a kocsiját. Ketten felkeresik Orfeuszt, akinél azonban a korábban érkező Kun Katalinnal találkoznak, aki ragaszkodik hozzá, hogy a dolgozatért cserébe tudósíthasson a kincsről. Orfeusz időközben elhatározza, hogy kilép az együttesből, aminek menedzsere nem kimondottan örül, ezért utána küldi két emberét: Profit és Traktort (Nagy Feró és Csuja Imre).
A professzor időközben szándékosan félrevezeti Tibiék csapatát. Székesfehérváron át a Balaton felé tartanak, de nem várt akadályba ütköznek egy gyorséttermi kiszolgáló személyében. A pincérnő stílusa és a furgon körül ugráló, sült krumplinak öltözött reklámfigura (Jáksó László) olyannyira felhergeli Psychót, hogy kiszáll az autóból és mindkettővel végez. Eközben Svéd kitartóan követi őket.
Tihanyban latin feliratok után kutatnak, majd a professzor tanácsára Hevesre mennek. Miután az itteni fürdők egyikében a sötét folyosón villanykapcsoló után kutató Tysont megcsapja az áram, a professzor bevallja, hogy még nem olvasta végig a tekercset, és körbe-körbe vezeti Tibiéket az országban. Miután elolvastatják vele a naplót, megtudják, hogy az Aranybagoly valahol a Hortobágyon van. Tibi felhívja a Tejesembert, és alkut ajánl a tekercsért. A Tejesember – aki időközben elvesztette a kamiont vezetni akaró, majd véletlenül egy autóbusz elé lépő Tejfölt – 20 millió forintot kínál a tekercsért. Azonban Svéddel is kapcsolatba lép, aki sikeresen beérte Tibiéket.
Thézeuszék időközben valahova Borsod-Abaúj-Zemplén megyébe jutnak, egy barlanghoz, amely mélyén reményeik szerint a föld alatti patak folyik, amely elvezeti őket az Aranybagoly helyéhez. Heraklész leugrik a barlangba.
Profi és Traktor megérkezik a helyszínre és elkapja Orfeuszt – habár nehezen azonosítják, elvégre a magazinokban adott interjúban foglaltak ellenére Orfeusz csokishake helyett cseresznyepálinkát és a két verőlegény nem kis megbotránkozására hideg pacalt fogyaszt.
Kun Katalin kiengedi kocsijuk kézifékjét, mire a jármű legurul a hegyről. Az autó után futó páros így hagyja, hogy a kis csapat kereket oldjon.
Tibiéknek elfogy a benzinjük. Bodri elmegy egy kannával, hogy benzint kérjen, így Svédbe botlik, aki követi a kocsijukhoz. Itt belelő a benzines kannába, aminek következtében Bodri a levegőbe repül, ám – csodával határos módon – többé-kevésbé sértetlenül ér földet. Az összecsapás során Svéd lelövi Tysont, vele azonban Psycho végez, aki ismét jókor van jó helyen.
Heraklész a Bagoly-odúba, „Magyarország méltatlanul elfeledett cseppkőbarlangjába” jut, ahonnan felhívja Thézeuszékat.
Tibiék – mivel továbbra sincs benzinjük – megállnak egy kamion mellett, ami történetesen a Tejesember központja. Miközben Sofőr megtölti a tankot, Tibi elhenceg a Svéd felett aratott győzelemmel, így a Tejesember felismeri. Lövöldözésbe kezdenek, amelynek a kocsijuk maradványaiban nem messze elhajtó Profi és Traktor is szemtanúja.
Thézeuszék kőtáblákra bukkannak a pusztában, amelyekről kiderül, hogy az Aranybaglyot rejtő oltár darabjai. Miközben összerakják a szentélyt, Tibi megmaradt csapata és a Tejesember is a helyszínre érkezik, így a szálak összeérnek. A földben egy faládára lelnek, amely tartalmáért a különös társaság tagjai egymás ellen fordulnak, azonban kiderül, hogy a doboz üres.
A Tejesember elviszi a dobozt a Grófnak, majd bejelenti visszavonulását.
Az epilógusban megtudjuk, hogy Orfeusz után az együttes egy másik tagja - Ziggy - is megszökött, helyére pedig, hogy rendezze tartozását, Thézeusz ugrott be. Gróf tudja, hogy láda nem üres, hanem a sírrablók félrevezetésére szolgáló csali, és egy újabb térképet rejt. Hogy megkaparintsa a kincset, a Tejesember által ajánlott telefonszám másik végén található szakembert hívja fel – aki nem más, mint Balog Tibi.

## Szereplők
- Kovács Lajos – Balogh Tibi
- Bicskey Lukács – Psycho
- Kiss József – Tyson
- Gieler Csaba – Matyi
- Oszter Sándor – Tejesember
- Kókai Zoltán – Walter
- Geréd Gyárfás – Svéd
- Balogh Ádám (hangja: Elek Ferenc) – Tejföl
- Mucsi Zoltán – Sofőr
- Görög László – Thézeusz
- Steiner Kristóf – Orfeusz
- Honti György – Heraklész
- Ruttkay Laura – Kun Katalin, újságírónő
- Scherer Péter – Bodri
- Nagy Feró – Profi
- Csuja Imre – Traktor
- Csurka László – Gróf
- Csuha Lajos – Garas professzor
- Jáksó László – Sültkrumpli-ember
- Gallusz Nikolett – Gyorséttermi lány
- Kárpáti Tibor – narrátor
- Schmied Zoltán – Pincér (csak a rendezői változatban)
- Laklóth Aladár – Főszerkesztő (csak a rendezői változatban)

## Érdekességek
- A film számos külföldi kultuszfilmre utal, ilyenek a Blöff vagy a Kill Bill.
- Nagy Feró többek közt azért szerepel a filmben, mert 1990-ben ő volt a Ford Fairlane kalandjai című film mocskos szájú magyar hangja.
- A harmincöt napos forgatás alatt 11 liter művér fogyott el.
- A film elején a római kori csatajelenetnél egy kaszkadőr majdnem levágta a fél karját, mert nem stimmelt a koreográfia, de időben bevitették a kórházba.
- Egy másik kaszkadőr háromszor is fejsérülést szenvedett a forgatás alatt. Magát a jelenetet összesen nyolc fővel vették fel.
- A 106 perces filmben 1217 lövést adtak le.
- A forgatás alatt három kocsit törtek össze, a dombról leguruló Audi sehogy sem akart magától legurulni, így egy buldózerrel indították el.
- Jáksó László csak azzal a feltétellel vállalta el a sülkrumpliember szerepét, ha minél véresebb halált hal a vásznon.
- A Tysont alakító Kiss József sosem tanult színészmesterséget.

## Nézettség
A nézettségi adatok szerint 132 436 jegyet adtak el rá.

## Folytatás
2011 augusztusában a film készítői elindítottak egy honlapot a folytatásról. A forgatás 2013-ban több külföldi helyszínen, többek között Törökországban és Párkányban zajlott. Az Argo 2.-t 2015. április 30-án mutatták be.